# Ablepharus bivittatus
Ablepharus bivittatus é uma espécie lagarto nativo da Armênia, Azerbaijão, Turcomenistão, noroeste do Irã e Turquia. Pode ser encontrado em altitudes entre 2,300 m (7,500 ft) e 3,300 m (10,800 ft).